# Tôkyô no kôrasu
Tōkyō no kōrasu (東京の合唱, El cor de Tōkyō) és una pel·lícula muda de 1931 produïda per Shochiku Company, dirigida per Yasujirō Ozu i protagonitzada per Tokihiko Okada i Emiko Yagumo. Es va basar en diverses històries de la sèrie Shoshimin-gai (Middle Class Avenue) i comparteix influències amb The Crowd de King Vidor. La major part de la pel·lícula ocupa lloc a Tòquio durant una època semblant a la depressió al començament del període Shōwa.

## Argument
La història comença amb un grup de joves que assisteixen a exercicis escolars sota la direcció del Sr. Omura (Tatsuo Saitō). En Shinji Okajima (Tokihiko Okada) se'l veu tombant, comportant-se malament i molestant el seu professor. Okajima és disciplinat, els exercicis es reprenen i els nois s'acaben graduant i van al món laboral. Okajima ha crescut, té una família i treballa com a venedor d'assegurances. El dia de les seves bonificacions anuals, tots els homes estan ansiosos. El fill d'Okajima (Hideo Sugawara) té el cor posat en una bicicleta. Després de rebre la seva bonificació, Okajima escriu la llista de regals que comprarà per la seva família. Un company de feina anomenat Rou-Shain Yamada (Takeshi Sakamoto) és acomiadat perquè els seus dos últims clients van morir poc després de signar les seves polítiques. Enfadat amb ell, Okajima reuneix els altres treballadors per "protestar almenys una vegada" davant el cap, però els altres retrocedeixen, i un d'aquests treballadors (Isamu Yamaguchi) desafia Okajima a fer la protesta ell mateix. Okajima accepta el repte. Mentre està a l'oficina, el cap s'ofen pel tema i els dos comencen una baralla còmica. Al final de la baralla, Okajima és acomiadat i s'inclina quan marxa. Torna a casa amb un scooter per al seu fill, que immediatament es sent decebut i fa una rabieta. La seva dona Tsuma Sugako (Emiko Yagumo) torna del mercat i intenta calmar el nen mentre Choujo li explica el que va passar.

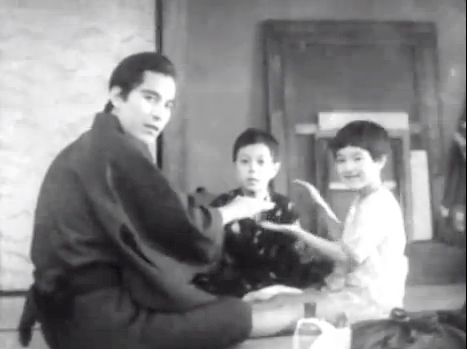

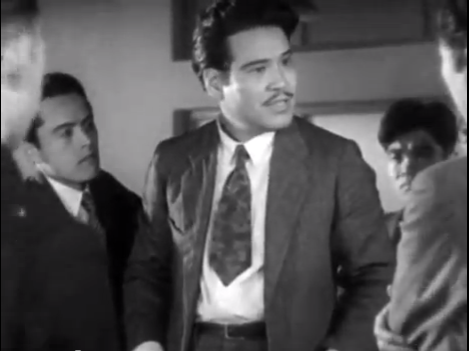

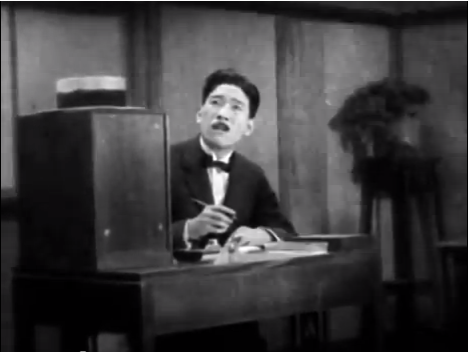

Sugako renya el seu marit dient que no hauria de mentir als nens. Finalment li mostra el seu avís d'alta i ella intenta que el seu fill accepti el patinet. Chounan es nega, i Okajima diu tranquil·lament que li haurien de comprar una bicicleta, que aparentment tenen a la següent escena. Encara buscant feina, Okajima fa tot el possible per ser agradable. Veu el seu fill jugant amb un grup de nois i les seves bicicletes només per dir-li que la Miyoko està malalta de "diarrea infantil". Molesta, agafa el seu fill i corre a casa per veure que és veritat. Sugako li informa que el metge volia que la Miyoko es quedés a l'hospital, però per preocupacions de diners, ella va esperar. L'Okajima diu que guanyarà els diners d'alguna manera i li diu al seu fill que convoqui un bicitaxi per portar-los a tots a l'hospital. A l'hospital, la Miyoko es recupera aparentment ràpidament, però es veuen obligats a vendre el kimono de Sugako per pagar la factura.
Encara necessitat de feina, un Okajimo ben vestit es troba amb el senyor Omura, el seu antic mestre. Omura ha deixat d'ensenyar i ara dirigeix un restaurant anomenat The Calorie Café que serveix principalment arròs al curri. Ofereix a Okajima una feina temporal sostenint una pancarta i repartint volants; la mateixa feina amb la que va acabar Douryou al principi de la pel·lícula després de ser acomiadat. Okajima està decebut perquè sent que està sota ell; però ho pren per la seva família. La Sugako està consternada amb la idea del seu marit fent una feina tan degradant, però decideix unir-se a ells al restaurant.
Un dia, la Sugako, la Tsuma, el senyor i la senyora Omura (Choko Iida) estan cuinant grans plats d'arròs al curri. Omura convida els seus companys d'escola al restaurant per a una reunió. La classe s'asseu a taula i beu alegrement. Mentre mengen, arriba una carta del Ministeri d'Educació; és una notificació d'una feina per a Okajima, ensenyant anglès en una petita ciutat rural en una escola de noies. Després de discutir l'assumpte, Okajima i la seva dona tornen al menjador, i l'estudiant final arriba "tard com sempre". Tothom es posa a cantar.

## Estrena
La pel·lícula es va estrenar al Japó el 1931. No es va estrenar als Estats Units fins al 1982. Es va estrenar al Japó en DVD com a part d'una caixa de Shochiku Company el 2003. Es va estrenar amb una nova versió. partitura de Donald Sosin en DVD als Estats Units el 2008 a través de The Criterion Collection.

## Repartiment
| Actor             | Paper                      |
| ----------------- | -------------------------- |
| Tokihiko Okada    | Shinji Okajima             |
| Emiko Yagumo      | Sugako, esposa de Shinji   |
| Hideo Sugawara    | el seu fill de set anys    |
| Hideko Takamine   | Miyoko, la seva filla      |
| Tatsuo Saitō      | Ōmura Sensei, un professor |
| Chōko Iida        | Mrs Ōmura                  |
| Takeshi Sakamoto  | Yamada, un antic empleat   |
| Reikō Tani        | president de la companyia  |
| Ken'ichi Miyajima | secretària del president   |
| Kanji Kawara      | el metge                   |
| Isamu Yamaguchi   | Col·lega de Shinji         |